# Roald Dahl
Roald Dahl, född 13 september 1916 i Llandaff, Cardiff, död 23 november 1990 i Oxford, var en brittisk författare och poet. Flera av Dahls böcker har blivit storsäljare och filmatiserats. Bland hans barnböcker märks James och jättepersikan, Kalle och chokladfabriken, Den fantastiska räven, Danny – bäst i världen, Herr och fru Slusk, Jojjes ljuvliga medicin, SVJ, Häxorna och Matilda.

## Biografi

### Barndom och uppväxt
Roald Dahl föddes i Wales 1916. Hans föräldrar, Harald (1863–1920) och Sofie Dahl (1885–1967), var båda ursprungligen från Norge och han fick sitt förnamn efter den norske nationalhjälten Roald Amundsen.
År 1920, då Dahl var tre år gammal, avled hans sju år gamla storasyster Astri i blindtarmsinflammation. Efter bara en månad avled även fadern, 57 år gammal, i lunginflammation. Samma år föddes hans syster Asta. Modern valde att bo kvar i Wales, då faderns önskan hade varit att barnen skulle få sin utbildning där, eftersom han ansåg att de brittiska skolorna var de bästa i världen.
Dahl började först i skolan Llandaff Cathedral School, men bytte skola som åttaåring för att han hade fått stryk för att han, tillsammans med några vänner, hade lagt en död mus i godisbutiken och ertappats. Hans mor höll inte med om det där straffet och tog honom från skolan. Han blev då skickad till internatskola i Derbyshire. Åren där var en obehaglig tid för Dahl, som vantrivdes i skolan. Han längtade hem väldigt mycket och skrev brev till sin mamma nästan varje dag. Inte förrän efter hennes död fick han reda på att hon hade sparat alla brev han skickade i små buntar sammanhållna med gröna band. Sommarloven tillbringade han i sina föräldrars hemland Norge. Vid 18 års ålder hoppade Dahl av studierna.

### Livet som vuxen
1938 började Roald Dahl arbeta på Shell i Dar es-Salaam i dåvarande Tanganyika. Efter andra världskrigets utbrott anmälde han sig som frivillig I Royal Air Force och utbildades till jaktflygplanspilot i Nairobi och Kairo. Han tjänstgjorde vid britternas reträtt i Grekland samt i Irak. Han skadades två gånger och placerades efter det vid ambassaden i Washington, D.C., som biträdande flygattaché. Under denna tid skrev han sina första noveller, vilka publicerades i Saturday Evening Post och senare i novellsamlingen Over to You (1945).
1954 bosatte han sig i samhället Great Missenden i Buckinghamshire väster om London, och bodde sedan där under resten av sitt liv. Sina böcker skrev han i ett litet stenskjul i trädgården.
Han skrev romaner, rysarnoveller och barnböcker och är mest känd för sina ofta både humoristiska och makabra berättelser, både för vuxna och för barn. Dahl tar ofta barnens parti i sina böcker och kan beskriva vuxna ganska elakt. I Den fantastiska räven lyckas den listiga räven överlista de otrevliga och elaka bönderna Bönne, Buns och Bena. Dahls mest anlitade barnboksillustratör är Quentin Blake.
Flera av Roald Dahls böcker har blivit film, till exempel Matilda och vid två tillfällen Kalle och chokladfabriken. I versionen från 1971 spelade Gene Wilder rollen som Willy Wonka och i filmatiseringen från 2005 spelade Johnny Depp rollen. Det finns även en film som bygger på karaktären Willy Wonka från 2023. 2010 hade filmen Den fantastiska räven premiär, en filmatisering av boken Den fantastiska räven.
Dahl skrev även ett flertal filmmanuskript baserade på andras böcker, exempelvis James Bond-filmen Man lever bara två gånger, med Sean Connery, och Chitty Chitty Bang Bang, med Dick Van Dyke, båda baserade på böcker skrivna av Ian Fleming.
Dahls första äktenskap (1953–1983) var med skådespelaren Patricia Neal. De fick tillsammans barnen Olivia, Theo, Tessa, Lucy och Ophelia. Från 1983 fram till sin död 1990 var Dahl gift med Felicity Crosland.
Roald Dahl-dagen firas varje år den 13 september.